# 刘昶 (彭国公)
刘昶（6世纪—597年4月8日），南北朝时北周大臣。中山（今河北定州）人，匈奴人。彭國公刘亮子，娶宇文泰女西河公主。
北周末年为秦、灵二州总管，因父之功封彭国公。刘昶在北周时与杨坚有旧交，官至上柱国。杨坚建隋朝后，历任左武卫大将军、庆州总管。隋朝流民杨钦逃入突厥，谎称刘昶打算和妻子一起兴兵作乱，攻打隋朝，因此派遣杨钦来密告大义公主，请求突厥发兵侵扰隋朝边境。突厥都蓝可汗相信了杨钦的话，于是就不再谨守藩国的职责按时朝贡。刘昶的儿子刘居士负气仗义，不遵守朝廷法度，曾数次犯罪，文帝由于刘昶的缘故，每次都宽宥了他。于是刘居士有恃无恐，党羽有三百人，他们无故殴打路人，侵夺财物，为非作歹。后来有人上告说刘居士图谋不轨，文帝很愤怒，下令将刘居士斩首。刘昶女嫁河南长孙氏家，寡居。刘氏为其弟的行为忧愁担心，常劝刘居士改行。刘居士获罪，刘昶连坐并罪下狱，刘氏纺织供父，输食狱中，探望老父，悲伤之情，令见者也歔欷不已，后刘居士被斩，刘昶赐死于家，刘氏更是悲痛欲绝，对百官哀哭。隋文帝闻，赞叹其行。